# Nulvi
Nulvi är en ort och kommun i provinsen Sassari i regionen Sardinien i Italien. Kommunen hade 2 708 invånare (2017).